# Куба на летних Олимпийских играх 1968
Куба принимала участие в Летних Олимпийских играх 1968 года в Мехико (Мексика) в десятый раз за свою историю, и завоевала четыре серебряные медали. Сборная страны состояла из 117 спортсменов (103 мужчины, 14 женщин).

## Медалисты
| Медаль  | Спортсмен                                                         | Вид спорта      | Дисциплина                |
| ------- | ----------------------------------------------------------------- | --------------- | ------------------------- |
| Серебро | Энрике Фигерола Пабло Монтес Хуан Моралес Эрмес Рамирес           | Лёгкая атлетика | Мужчины, эстафета 4×100 м |
| Серебро | Мигелина Кобиан Марлене Элехарде Виолетта Кесада Фульхенсия Ромай | Лёгкая атлетика | Женщины, эстафета 4×100 м |
| Серебро | Энрике Регуэйферос                                                | Бокс            | Мужчины, до 63,5 кг       |
| Серебро | Роландо Гарбей                                                    | Бокс            | Мужчины, до 71 кг         |

## Результаты соревнований

### Академическая гребля
В следующий раунд из каждого заезда проходили несколько лучших экипажей (в зависимости от дисциплины). В финал A выходили 6 сильнейших экипажей, ещё 6 экипажей, выбывших в полуфинале, распределяли места в финале B.
Мужчины
| Соревнование | Спортсмены                   | Предварительный заезд | Предварительный заезд | Предварительный заезд | Отборочный заезд | Отборочный заезд | Отборочный заезд | Полуфинал             | Полуфинал             | Полуфинал             | Финал                 | Финал                 | Итоговое место        |                       |
| Соревнование | Спортсмены                   | Заезд                 | Время                 | Место                 | Заезд            | Время            | Место            | Заезд                 | Время                 | Место                 | Время                 | Место                 | Итоговое место        |                       |
| ------------ | ---------------------------- | --------------------- | --------------------- | --------------------- | ---------------- | ---------------- | ---------------- | --------------------- | --------------------- | --------------------- | --------------------- | --------------------- | --------------------- | --------------------- |
| одиночки     | Эриберто Мартинес            | 2                     | 8:14,20               | 6                     | 1                | 8:20,92          | 6                | завершил выступление  | завершил выступление  | завершил выступление  | завершил выступление  | завершил выступление  | завершил выступление  | завершил выступление  |
| двойки       | Эралио Кабрера Норхе Марреро | 2                     | 7:51,94               | 5                     | 2                | 7:50,88          | 5                | завершили выступление | завершили выступление | завершили выступление | завершили выступление | завершили выступление | завершили выступление | завершили выступление |